# Сант’Еђидио (Кјети)
Сант’Еђидио (итал. Sant'Egidio) је насеље у Италији у округу Кјети, региону Абруцо.
Према процени из 2011. у насељу је живело 684 становника. Насеље се налази на надморској висини од 34 м.